# Puchar Świata w wioślarstwie
Puchar Świata w wioślarstwie – międzynarodowe zawody wioślarskie organizowane przez FISA.
Pierwszy Puchar Świata w wioślarstwie odbył się w 1997 roku. Zawody składają się z trzech regat (wyjątkiem był Puchar Świata w 2001 roku, który składał się z czterech regat) rozgrywanych wczesnym latem. Tylko raz Puchar Świata odbywał się poza Europą.

## Zasady zawodów
Na każdym etapie (regatach) Pucharu Świata, w każdej konkurencji rozgrywanej podczas igrzysk olimpijskich punktami nagradzana jest osada krajowa, która osiągnęła najwyższe miejsce. Punkty otrzymuje siedem pierwszych osad. Pierwsze miejsce otrzymuje 8 punktów, drugie – 6 punktów, a każde kolejne o punkt mniej. Lider danej konkurencji nosi żółtą kamizelkę.
Mistrzem Pucharu Świata w wioślarstwie zostaje krajowa osada, która zgromadziła najwięcej punktów z trzech regat dla danej konkurencji. Kraj, który zdobędzie najwięcej punktów we wszystkich konkurencjach wygrywa cały Puchar Świata w Wioślarstwie.

## Rozgrywane konkurencje
Regaty Pucharu Świata rozgrywają konkurencje, które znajdują się w programie Igrzysk Olimpijskich. Dodatkowo podczas regat rozgrywane są również nieolimpijskie konkurencje. Jednakże te konkurencje nie są klasyfikowane w Pucharze Świata.

## Edycje Pucharu Świata
- 1997
  - Monachium (31 maja-1 czerwca)
  - Paryż (21-22 czerwca)
  - Lucerna (11-13 lipca)

- 1998
  - Monachium (29-31 maja)
  - Hazewinkel (19-21 czerwca)
  - Lucerna (10-12 lipca)

- 1999
  - Hazewinkel (28-30 maja)
  - Wiedeń (18-20 czerwca)
  - Lucerna (9-11 lipca)

- 2000
  - Lucerna (4-6 marca)
  - Wiedeń (23-25 czerwca)
  - Monachium (14-16 lipca)

- 2001
  - Princeton (26-28 kwietnia)
  - Sewilla (14-16 czerwca)
  - Wiedeń (28-30 czerwca)
  - Monachium (13-15 lipca)

- 2002
  - Hazewinkel (14-16 czerwca)
  - Monachium (12-14 lipca)
  - Lucerna (1-3 sierpnia)

- 2003
  - Mediolan (29-31 maja)
  - Monachium (20-22 czerwca)
  - Lucerna (11-13 lipca)

- 2004
  - Poznań (7-9 maja)
  - Monachium (27-29 maja)
  - Lucerna (18-20 czerwca)

- 2005
  - Dorney (26-28 maja)
  - Monachium (17-19 czerwca)
  - Lucerna (8-10 lipca)

- 2006
  - Monachium (25-27 maja)
  - Poznań (15-17 czerwca)
  - Lucerna (7-9 lipca)

- 2007
  - Linz (1-3 czerwca)
  - Amsterdam (22-24 czerwca)
  - Lucerna (13-15 lipca)

- 2008
  - Monachium (8-11 maja)
  - Lucerna (30 maja-1 czerwca)
  - Poznań (20-22 lipca)

- 2009
  - Jezioro Banyoles (29-31 maja)
  - Monachium (19-21 czerwca)
  - Lucerna (10-12 lipca)